# Prutník (přírodní památka)
Prutník je přírodní památka v katastrálním území Dřísy, vyhlášená roku 1972 kvůli ochraně vzácných rostlin, zejména vstavače vojenského, bradáčku vejčitého a hadího jazyka. Bohatá je i fauna, zejména hmyz (brouci). V devatenáctém století se v důsledku činnosti člověka z lokality vytratily některé druhy rostlin a jiné zde naopak byly vysazeny.
Přírodní památka Prutník se nachází v okrese Praha-východ, nedaleko obcí Dřísy a Konětopy. Leží na úbočí Cecemínského hřbetu směrem na jihovýchod v nadmořské výšce 185–190 metrů a rozloha dosahuje 12,58 hektaru. Jde o mírný svah pokrytý lesem blízko pole.

## Historie

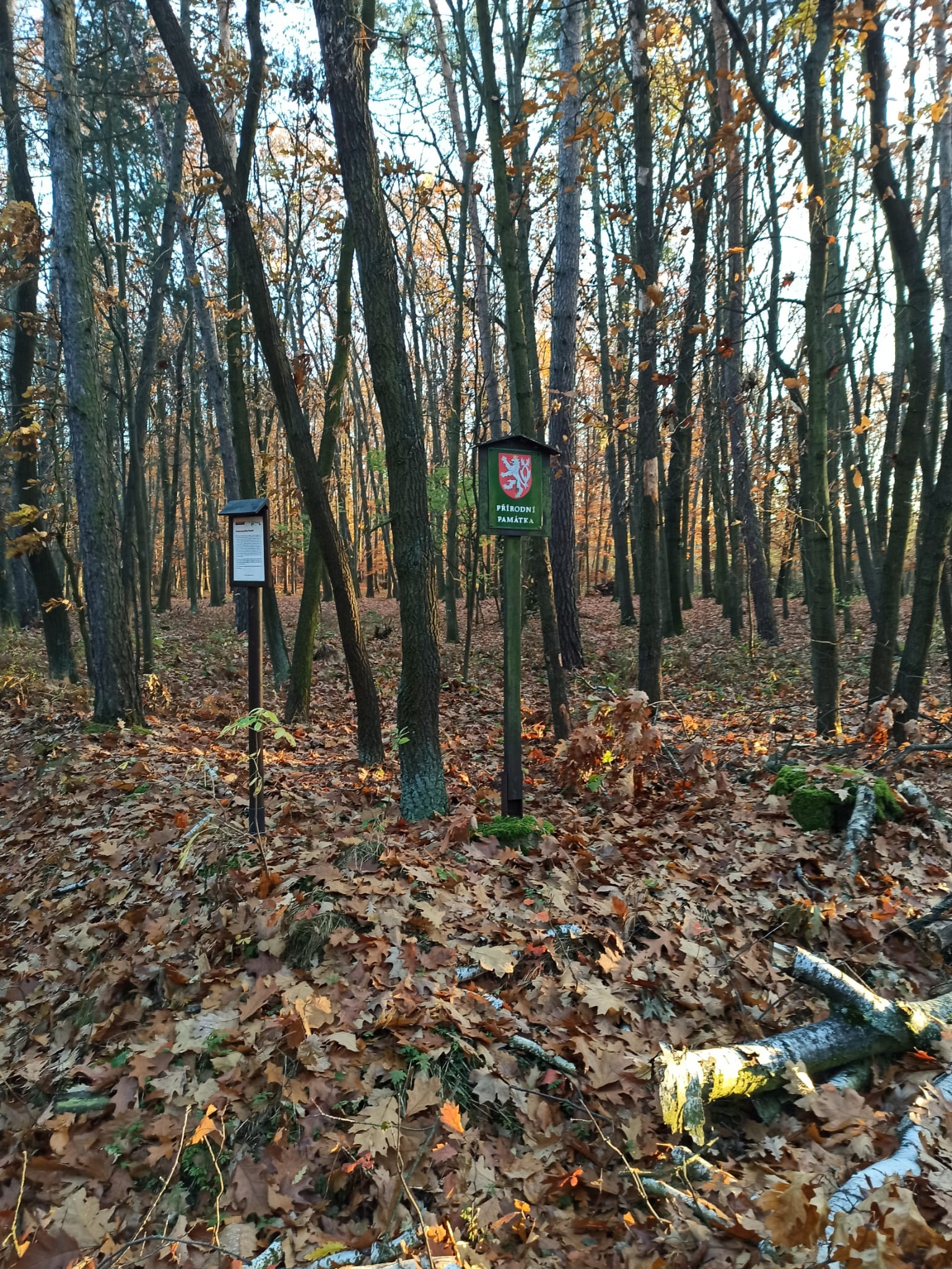
Prutník

Před prvními zásahy člověka, měl dnes zalesněný Prutník charakter mokřadu, s vysokou hladinou vody a půdou bohatou na humus. Pravděpodobnáé kosení vedlo k odstraňování keřovitého porostu, což napomáhalo udržení ekosystému.
V devatenáctém století došlo ke snahám k vysoušení a zalesnění území. Také byly vyhloubeny odvodňovací kanály, čímž došlo ke stabilizaci lesa a okolních polí. To mělo negativní dopad na mnoho druhů vzácných rostlin, zejména z čeledi vstavačovitých. Z oblasti úplně vymizel například prstatec plamatý. Na velké části území zde byl vysazen jasan ztepilý. Mezi nově vysazené nepůvodní stromy patřil smrk, buk, javor jasanolistý (Acer negundo), jasan americký (Fraxinus americana), trnovník akát (Robinia pseudoacacia), borovice a další.
V roce 1972 byl Prutník vyhlášen přírodní památkou za účelem obnovy původních mokřad a ochrany zbylých druhů rostlin, které se udrželi na světlých okrajích lesa.
Myslivci v roce 2005 v oblasti vykopali jámu pro chov prasat, ze které se po jejím zatopení stalo jezírko.
Území je z velké části porostlé lesem, obhospodařovaným jako účelový. Stanovištně nevhodné dřeviny se částečně vyměnily za dub letní.[nenalezeno v uvedeném zdroji] V budoucnu má být les prosvětlen prosekáním nepůvodních dřevin a postupnou přeměnou zpět na promočenou louku.

## Přírodní poměry
Území Prutníku se skládá z křídových usazenin z období středního turonu. V oblasti se také nachází písčité půdy s písky a štěrkopísky. Podmáčená půda je bohatá na humus. Les rostoucí na tomto území je nesourodý a smíšený.

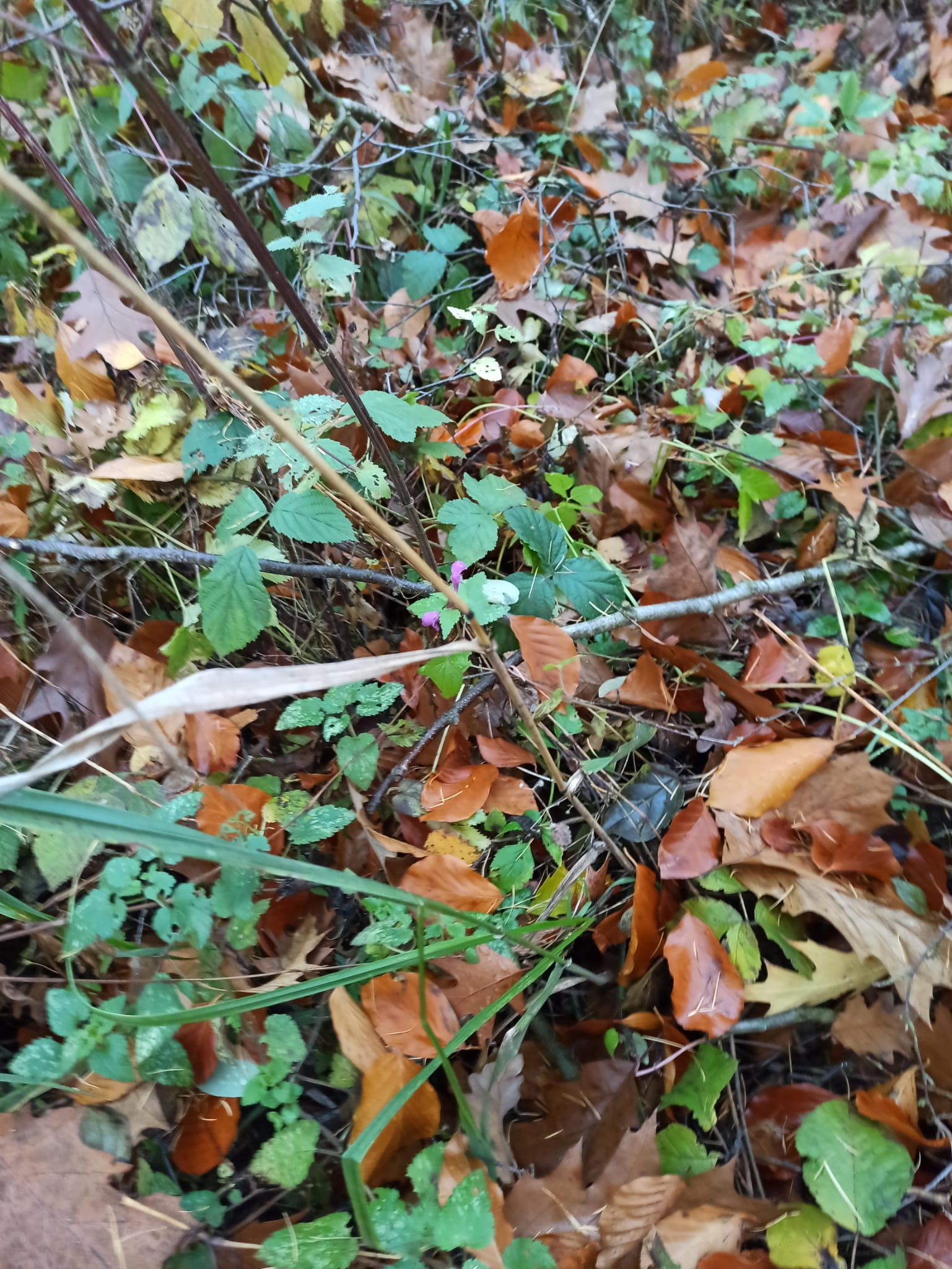
Bylinné patro

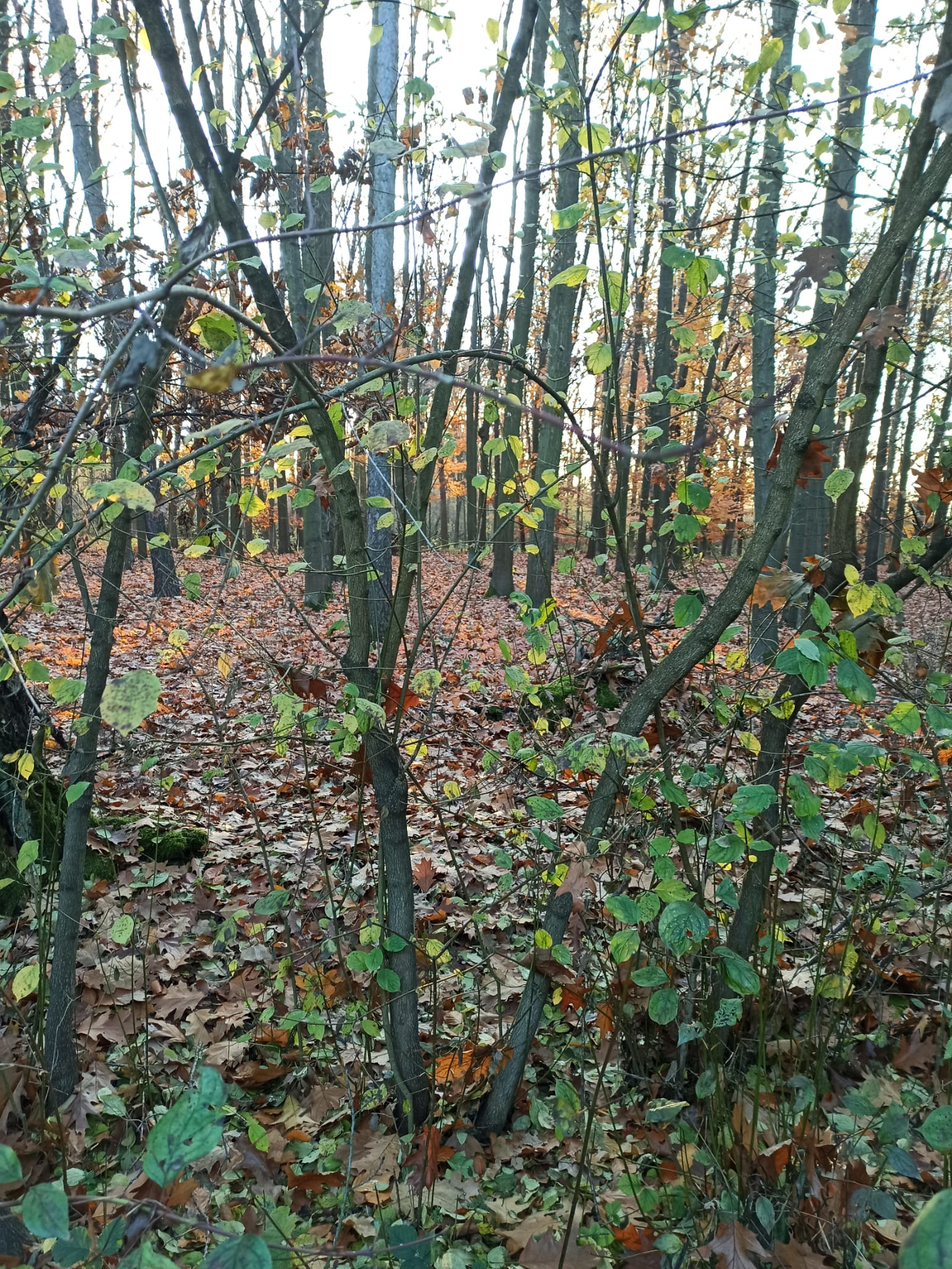
Dřeviny

### Flóra
V druhovém složení smíšeného lesa převládají smrky (Picea), dub letní (Quercus robur), jasan ztepilý (Fraxinus excelsior) a borovice lesní (Pinus sylvestris). Dalšími přítomnými dřevinami jsou habr obecný (Carpinus betulus), jilm habrolistý (Ulmus minor), lípa srdčitá (Tilia cordata). Zástupcem křovin je například ptačí zob (Ligustrum).
Nejvýznamnějšími rostlinami v zájmu ochrany jsou vstavač vojenský (Orchis militaris) a bradáček vejčitý (Listera ovata). Dalšími rostlinami jsou kruštík širokolistý, okrotice bílá (Cephalanthera damasonium), prvosenka jarní (Primula veris) nebo hadí jazyk (Ophioglossum). Dříve se zde vyskytoval také prstnatec planatý (Dactylorhiza maculata). 
Vyskytují se zde také neohrožené druhy rostlin a bylin: ocún jesenní (Colchicum autumnale), ostřice chabá (Carex flacca), metlice trsnatá (Deschampsia cespitosa), popenec břečťanolistý (Glechoma hederacea).

### Fauna
V chráněném území se vyskytuje hlavně drobná fauna, jako hmyz, pavouci, obojživelníci, plži a plazi. Větší zvěř (jeleni a divoká prasata) se na Prutníku mohou také krátkodobě zdržovat, ale stálejší život tu vedou ptáci, například strakapoud velký (Dendrocopos major), budníček (Phylloscopus), nebo zvonek zelený (Chloris chloris).

## Ochrana
Cílem ochrany přírodní památky je zabránit vymizení původních rostlin a přeměna oblasti zpět na dřívější mokřad či podmočenou louku. Proces přeměny již započal při vysazování vhodnějšího dubu letního místo druhů nepůvodních. V dalších letech bude potřeba les výrazně prosekat a přinést do něj tak více světla, pro dosažení dalšího růstu vstavače vojenského, bradáčku vejčitého a dalších ohrožených rostlin. Les by se měl postupem času více a více podobat podmočené louce a svému původnímu stavu.
Vstup do chráněného území je povolen pouze po značených cestách.[zdroj⁠?!] Území je označeno cedulemi s malým státním znakem České republiky. 

## Turistika
Nejbližší vlaková stanice se nachází v obci Dřísy, odkud je to zhruba čtyřicet minut pěšky do přírodní oblasti. Autem se lze přiblížit až kilometr a půl od chráněného území. Cesta, která skrz Prutník vede, není při podmáčení terénu vhodná pro osobní automobily. Oblastí vede turistická trasa s barevným značením.